# Knowles Automobile Manufacturing Company
Knowles Automobile Manufacturing Company war ein US-amerikanischer Hersteller von Automobilen.

## Unternehmensgeschichte
William Knowles hatte bereits mit der Kensington Automobile Company Erfahrungen in der Automobilbranche gesammelt. Er gründete 1904 das Unternehmen in Buffalo im US-Staat New York. Er begann die Produktion von Automobilen. Der Markenname lautete Knowles. Im gleichen Jahr endete die Produktion.

## Fahrzeuge
Im Angebot stand nur ein Modell. Es hatte einen Zweizylindermotor von Antoine Fils et Compagnie aus Belgien. Er war luftgekühlt und leistete 12 PS. Das Fahrgestell hatte 183 cm Radstand. Der Aufbau war ein Tourenwagen. Der Neupreis betrug 2500 US-Dollar.